# Exetastes segmentarius
Exetastes segmentarius là một loài tò vò trong họ Ichneumonidae.